# هربرت د. سميث
هربرت د. سميث (بالإنجليزية: Herbert D. Smith)‏ هو محامي أمريكي، ولد في 10 فبراير 1926، وتوفي في 1 يوليو 2011.